# Wilhermsdorf
Wilhermsdorf – gmina targowa w Niemczech, w kraju związkowym Bawaria, w rejencji Środkowa Frankonia, w regionie Industrieregion Mittelfranken, w powiecie Fürth. Leży w Okręgu Metropolitarnym Norymbergi, około 27 km na zachód od Norymbergi i ok. 18 km na północny zachód od Zirndorfu, nad rzeką Zenn, przy linii kolejowej Markt Erlbach - Norymberga.

## Dzielnice
W skład gminy wchodzą następujące dzielnice:
| - Wilhermsdorf - Altkatterbach - Dippoldsberg - Dürrnfarrnbach - Fallmeisterei | - Kirchfarrnbach - Kreben - Lenzenhaus - Lösleinshäuslein - Meiersberg | - Oberndorf - Riedelshäuslein - Unterulsenbach - Wolfsmühle |

## Demografia
| Rok  | Mieszkańców |
| ---- | ----------- |
| 1900 | 1 398       |
| 1939 | 1 709       |
| 1946 | 2 415       |
| 1961 | 3 029       |
| 1973 | 3 560       |

| Rok  | Mieszkańców |
| ---- | ----------- |
| 1979 | 3 742       |
| 1986 | 4 004       |
| 1993 | 4 400       |
| 2000 | 4 797       |
| 2005 | 5 065       |

## Polityka
Rada gminy składa się z 16 członków:
|      | CSU | SPD | FW | Razem     |
| 2002 | 8   | 6   | 2  | 16 miejsc |

### Współpraca
Miejscowości partnerskie:
- Feld am See, Austria
- Jahnsdorf/Erzgeb., Saksonia